# 阿拉伯头巾

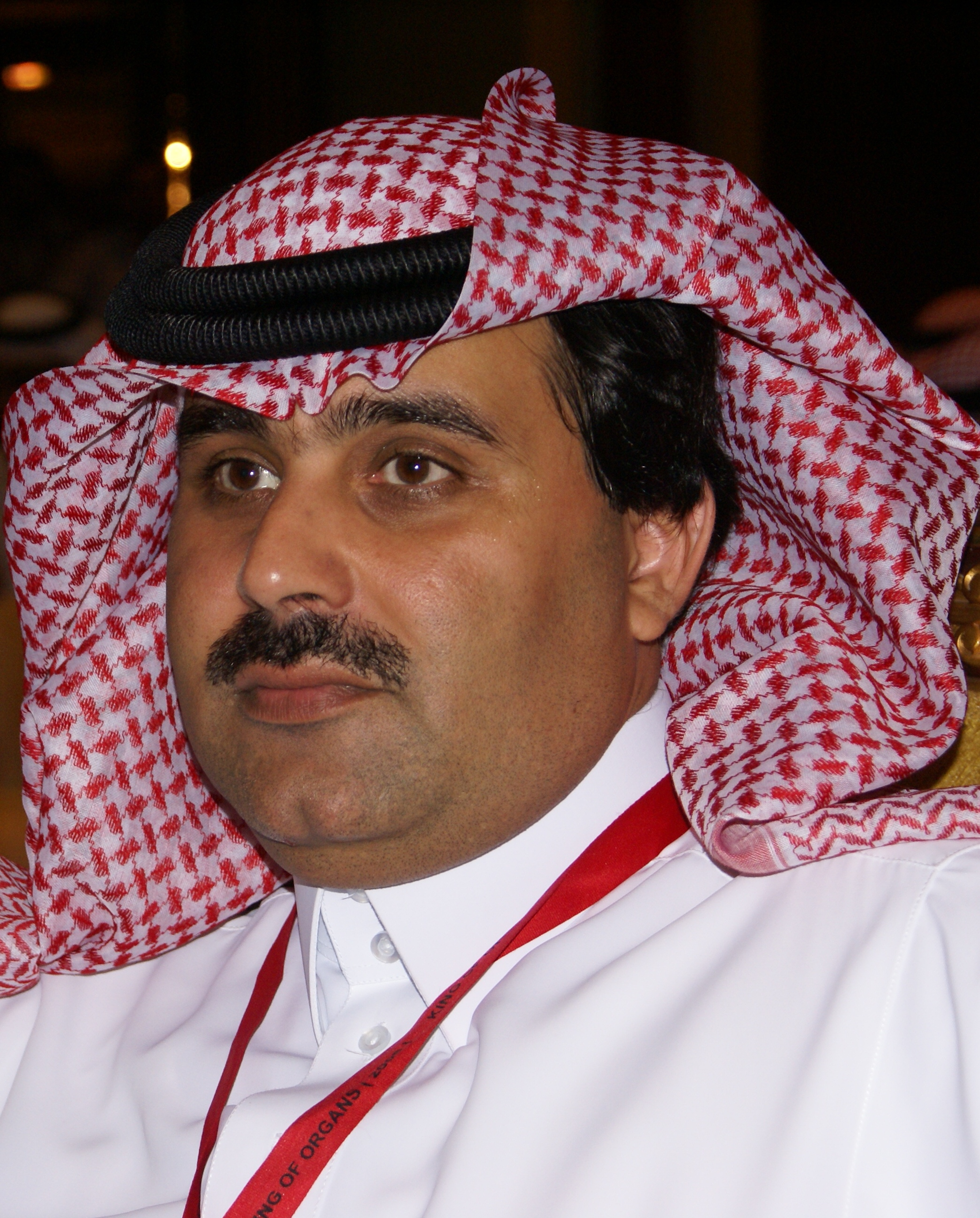
keffiyeh

阿拉伯头巾（阿拉伯语：‎, , 复数：‎, ），又可称为包头巾、套头。巾类名称，属围巾后种，正长方形状，有绸料，毛料或化纤织物裁制，并有素色，印花或提花等多种形式。使用时将包头巾对折成等腰形，在脖子下系结。也可作为围巾使用。是沙漠環境产物，起帽子的作用，夏季遮阳防晒，冬天御寒保暖。布料有优劣厚薄之别，随季节和条件而定。由于市场的发展，增加了诸多流行元素，比如烫钻、珠绣等。